# Niphargus carpathicus
Niphargus carpathicus is een vlokreeftensoort uit de familie van de Niphargidae. De wetenschappelijke naam van de soort is voor het eerst geldig gepubliceerd in 1939 door Dobreanu & Manolache.